# Haraldssund
Haraldssund (dánul: Haraldsund) település Feröer Kunoy nevű szigetén. Közigazgatásilag Kunoy községhez tartozik.

## Földrajz
A sziget keleti partjának déli részén fekszik, az azonos nevű (Kunoyt és Borðoyt elválasztó) szoros partján. A Galvsskorafjall hegy lankáin épült. Tőle északra találhatók az elpusztult település, Skarð romjai: miután a falu férfi lakosai egy halászbalesetben odavesztek, 1913-ban elnéptelenedett.
A falu településszerkezetileg két részre oszlik; a déli rész az 1980-as-1990-es években épült ki.

## Történelem
A falu a viking honfoglalás idejéből származik.
A településtől 2 km-re délre romok találhatók, ahol a hagyomány szerint egy holland közösség élt sok évvel ezelőtt.
1705-ben egy helyi gazda elveszítette a földjét, mivel a hatóság rábizonyította, hogy két pár zokniért dohányt vásárolt egy holland hajóról. Ebben az időben Feröeren kereskedelmi monopólium miatt csak egy kijelölt társaságtól vásárolhatott volna.

## Népesség

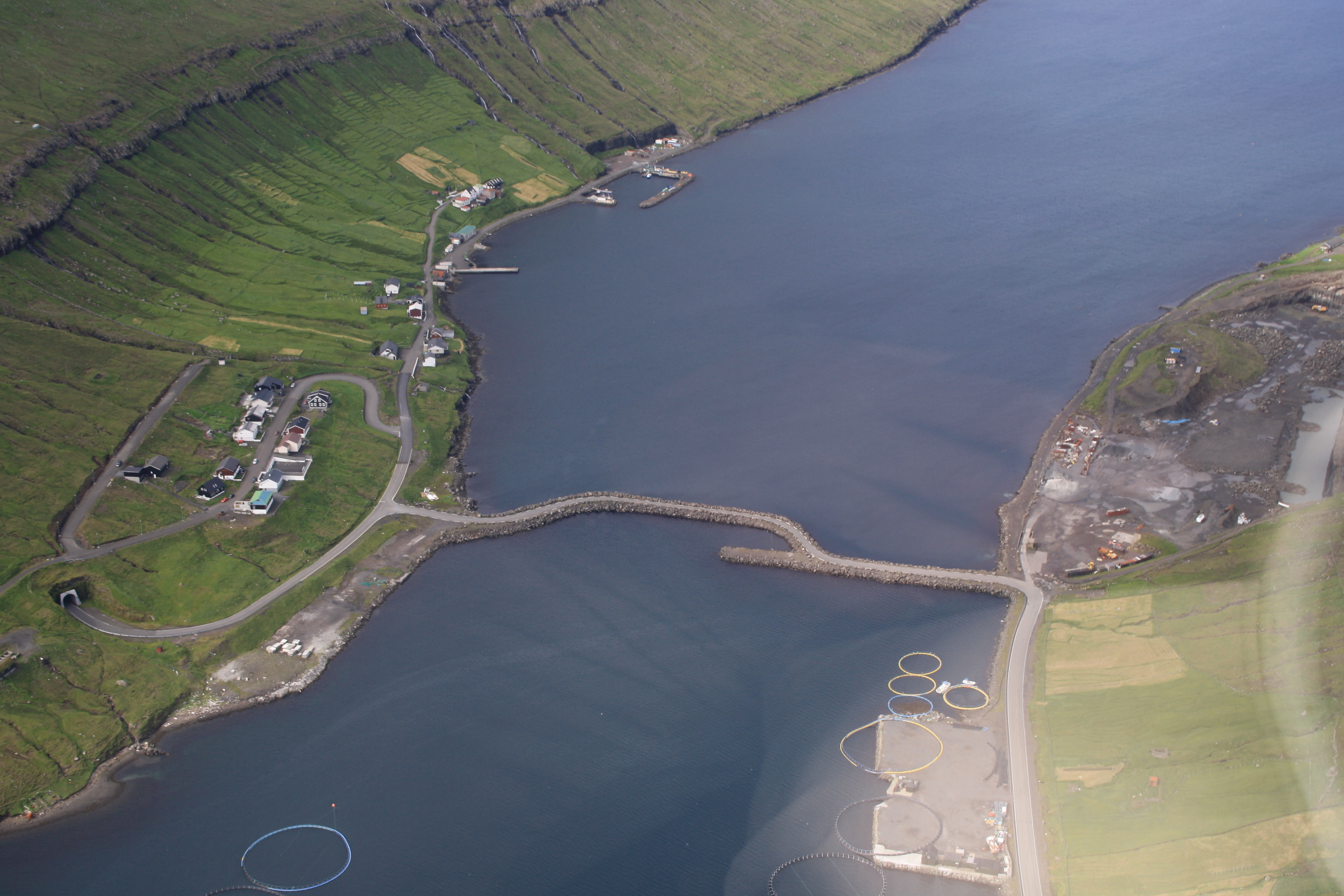
A töltés

| Év              | Lakosság |
| --------------- | -------- |
| 1986. január 1. | 50       |
| 1991. január 1. | 70       |
| 1996. január 1. | 69       |
| 2001. január 1. | 73       |
| 2006. január 1. | 75       |

## Közlekedés
Nyugat felé a Kunoyartunnilin alagút köti össze Kunoy településsel, kelet felé pedig egy töltés, a Borðoy szigetén fekvő Klaksvíkkal. Mindkét útvonalat az 1980-as évek végén építették ki. A falut érinti a Klaksvík és Kunoy között közlekedő 504-es busz.